# Johann Smidt (Schiff)
Die Johann Smidt – ursprünglich Eendracht, umgangssprachlich auch Johnny – ist ein zweimastiger Gaffelschoner, der 1974 in den Niederlanden für Jugendreisen gebaut wurde.
Heute besegelt das Schiff unter der Flagge des Vereins Clipper DJS mit Vereinsmitgliedern vor allem die Ostsee. Ein Schwerpunkt liegt auf Fahrten für junge Leute, insbesondere durch Teilnahme an Regatten der STAG. Über viele Jahre verbrachte die Johann Smidt jeden zweiten Winter in den Gewässern um die Balearen und die kanarischen Inseln. Von 2007 bis 2021 fuhr sie über den Winter mit dem Projekt High Seas High School regelmäßig in die Karibik.
Ein 1,6 Meter langes und 1,6 Meter hohes, sehr detailliertes Modell des Schiffs wurde zunächst in der Empfangshalle eines niederländischen Hotels ausgestellt und befindet sich seit 2000 im Eigentum des Vereins Clipper DJS. Nach einer Grundüberholung des Modells (270 Arbeitsstunden) in den Jahren 2000 und 2001 stellt es die Johann Smidt zum Stand Juni 2000 dar.

## Schiffsgeschichte
Die Johann Smidt wurde 1974 unter dem Namen „Eendracht“ (ndl. für „Eintracht“) in Stahl auf der Cammenga-Werft in Amsterdam (Niederlande) für den Einsatz für Fahrten mit Jugendlichen gebaut. Dabei wurden traditionelle Aspekte des Segelschiffbaus mit modernen Techniken aus dem Yacht-Bau kombiniert. Am auffälligsten ist das bis heute in der Takelage zu sehen, die sowohl ein traditionelles Gaffelsegel als auch auswechselbare Vorsegel umfasst. Das Schiff ist teilweise mit Winschen ausgerüstet.
In seiner Zeit unter einem niederländischen Eigner (Eigentümer) Stichting 'Het Zeilend Zeeschip fuhr das Schiff mit jungen Crews auf mehreren Regatten der Sail Training Association (STA) mit. Mehrfach überquerte es den Atlantischen Ozean.
1989 wurde das Schiff für 2,4 Millionen DM vom Verein Clipper DJS – Clipper Deutsches Jugendwerk zur See e. V. – gekauft, der ein viertes Schiff für seine selbstgesetzte Aufgabe, jungen Menschen die traditionelle Segelschifffahrt zu vermitteln, suchte. Kaufbedingung war die Umbenennung des Schiffs, weil der Name an die heutige Eendracht II weitergegeben werden sollte. Da der Kauf von Spendern aus Bremen unterstützt wurde, wurde das Schiff am 6. Oktober 1989 am Bollhörnkai in Kiel auf Wunsch der Geldgeber hin auf den Namen des Bremer Bürgermeisters und Gründers von Bremerhaven Johann Smidt (19. Jahrhundert) getauft.

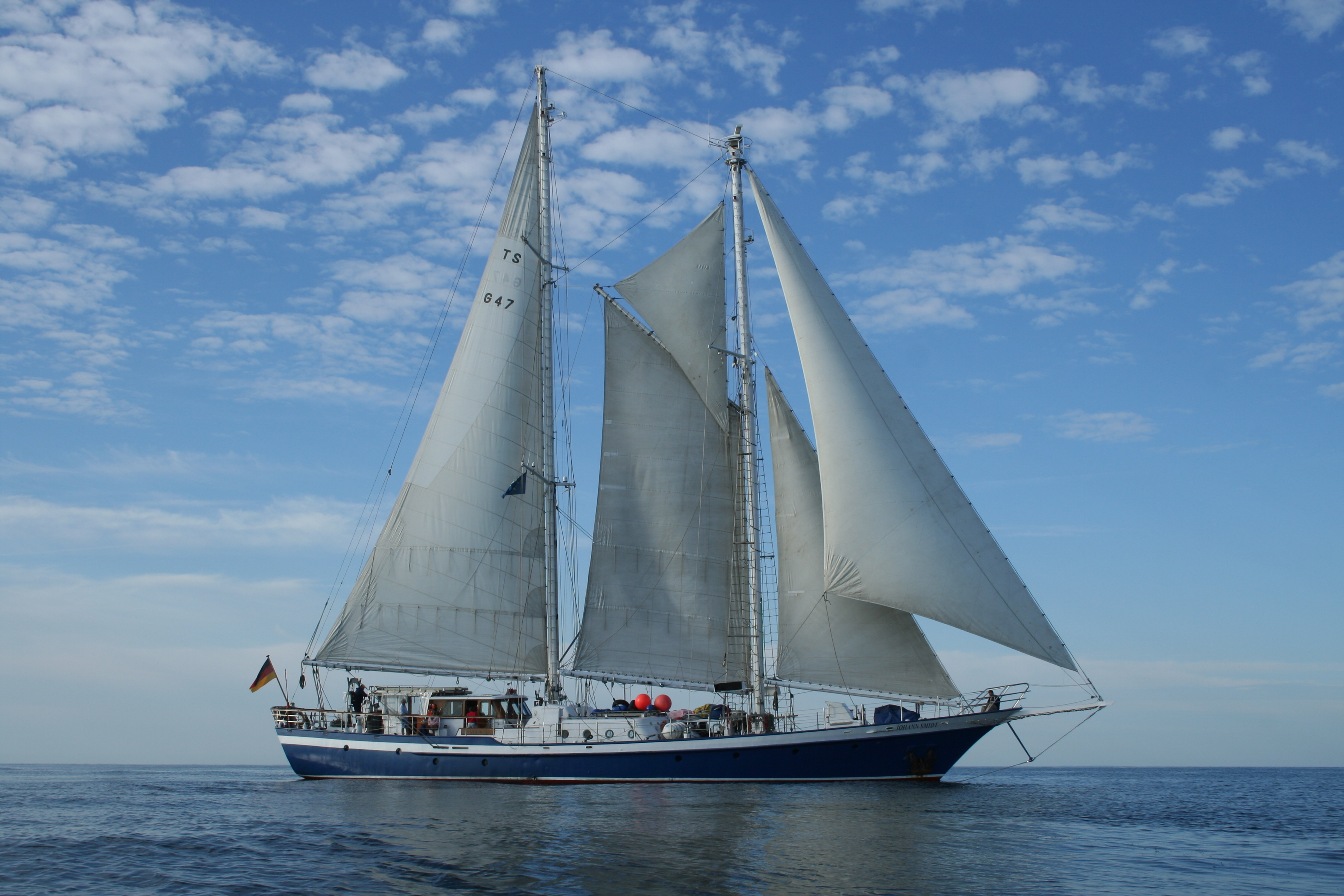
Johann Smidt auf der Ostsee

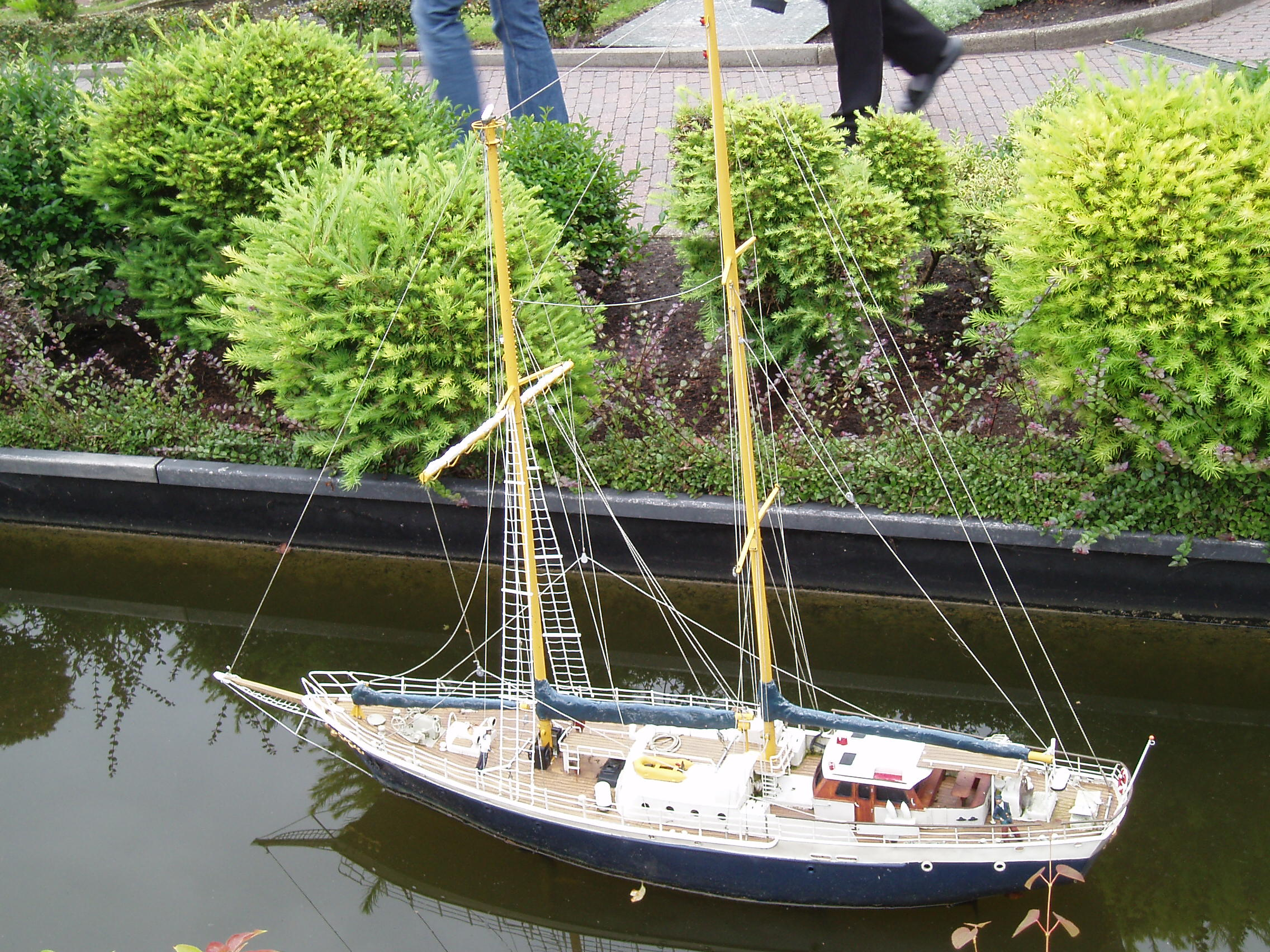
Modell des Schiffs im Miniaturpark Madurodam in Den Haag (unter dem Namen De Eendracht, mit Breitfockrah)

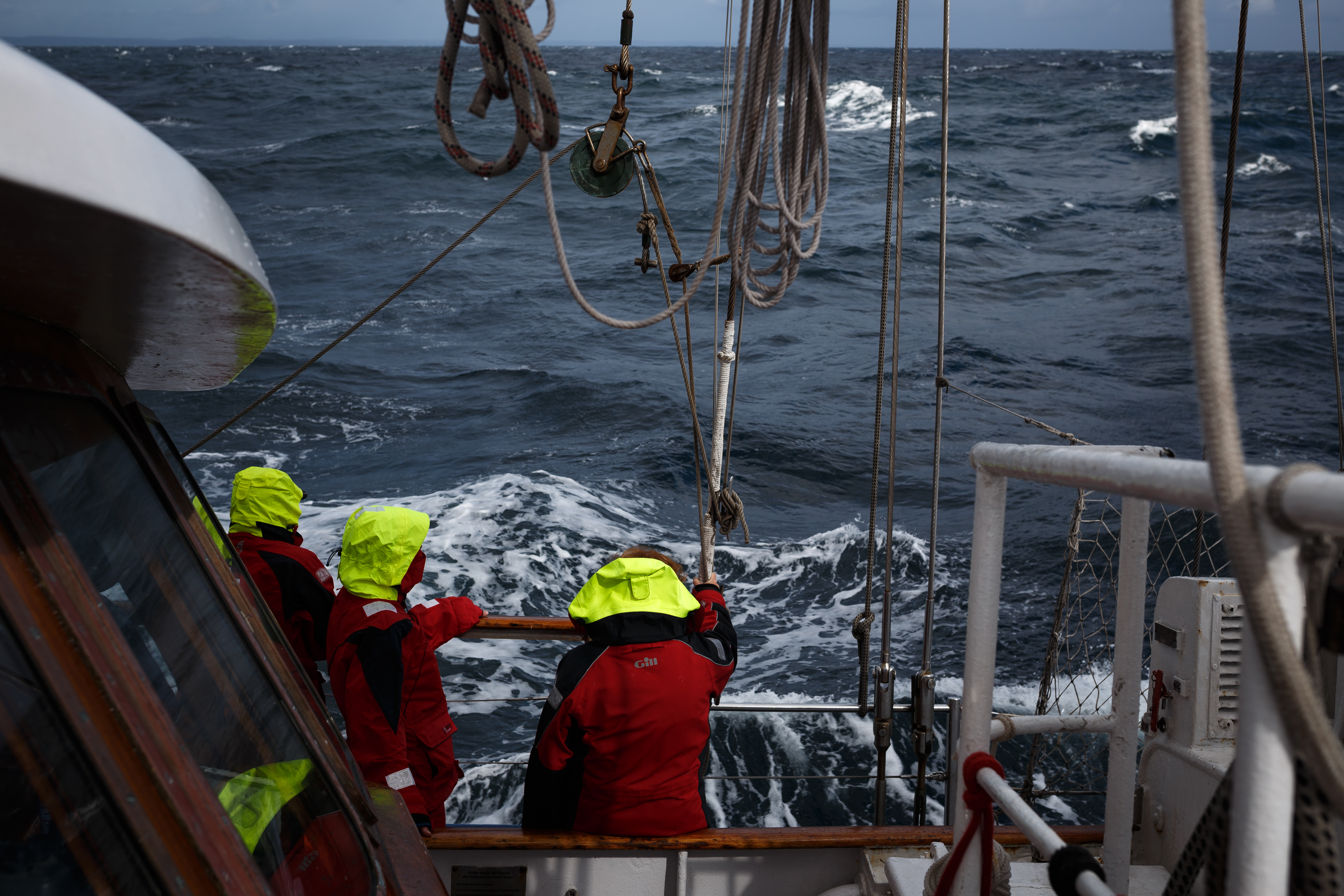
Schwerwetter 2014

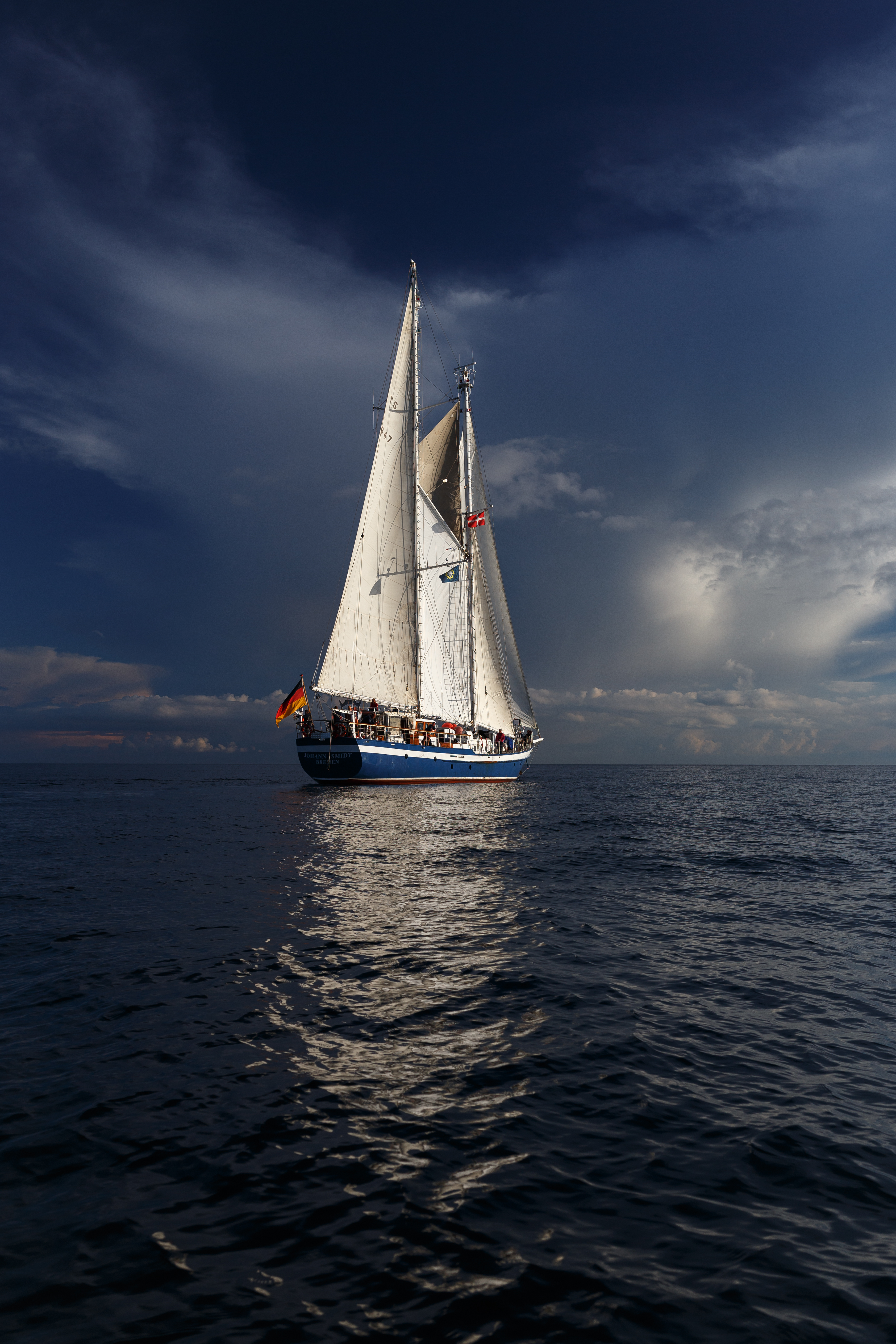
Johann Smidt 2014 in Abendstimmung

Seither wird die Johann Smidt vom Verein Clipper DJS für Segelfahrten mit Vereinsmitgliedern – vor allem jungen Leuten – benutzt. Seit 1990 segelt das Schiff alle zwei Jahre für mehrere Monate vor und im Winter in den Gewässern um die kanarischen und – seit 1994 – außerdem um die Balearischen Inseln. Ansonsten wird die Johann Smidt von April bis Oktober vor allem auf der Ostsee eingesetzt, wobei der Schwerpunkt Deutschland und Dänemark zum Beispiel schon bis nach Tallinn (Estland), Riga (Lettland) und Turku (Finnland) ausgedehnt worden ist.
Weiterhin segelt die Johann Smidt bei vielen Großsegler-Veranstaltungen wie den Tall Ships’ Races (früher Cutty Sark Tall Ships’ Races) mit. Unter anderem siegte sie 1992 auf der zweiten Etappe der STA-Regatta von Tallinn nach Gdingen (polnisch Gdynia, Polen) und errang damit den Wanderpokal Florence-Cup für den Gesamtsieg in ihrer Größenklasse (Klasse B: kleinere Traditionsschiffe). Ein Jahr später gelang ihr erneut der erste Platz auf einer STA-Regattenetappe, die diesmal von Larvik (Norwegen) nach Esbjerg (Dänemark) führte. 1998 erlangte die Johann Smidt bei der Windjammer-Regatta von Santa Cruz de Tenerife nach San Sebastián de La Gomera (Kanarische Inseln) unter Kapitän Hans Rahnenführer den zweiten Platz in ihrer Größenklasse, ein Jahr später auf der Etappe der STA-Regatta vom Greenock (Schottland) nach Ålborg (Dänemark) erneut den ersten Platz. Im Jahr 2000 gewann die Johann Smidt sogar beide Etappen (Danzig – Helsinki und Stockholm – Flensburg mit Kap. K. Schade) und damit erneut den Florence Cup für den Gesamtsieg in ihrer Größenklasse. Im Rahmen der Tall Ships’ Races haben die Besatzungen des Schiffes zum Ziel der Völkerverständigung am Crewtausch zwischen den Regattaetappen teilgenommen – 2004 fuhren unter anderem drei Kadetten des russischen Schulschiffs Mir auf der Johann Smidt.
Im Laufe der Jahre wurde die Johann Smidt mit modernen Navigationsinstrumenten einschließlich Computer ausgestattet. Der Kreiselkompass, mit dem das Schiff lange Jahre ausgerüstet war, erforderte den ständigen Einsatz eines kleinen Hilfsmotors auch unter Segel. Nach einer stürmischen Fahrt auf dem Atlantik im Herbst 2003 wurden größere Arbeiten am Schiff im Winter 2003/2004 durchgeführt. Daneben fanden im Winter regelmäßig kleinere Arbeiten für die Instandhaltung des Schiffes statt.
Von 2007/2008 bis 2014/2015 wurde auf der Johann Smidt die High Seas High School der Hermann Lietz-Schule Spiekeroog organisiert: Schüler der 11. Gymnasialklasse verlegten den Unterricht auf das Schiff und segelten von Deutschland aus in die Karibik, um – unterbrochen von praktischer Landeskunde bei mehreren Landaufenthalten – sechs bis sieben Monate später wieder in Deutschland einzutreffen. 2008/2009 wurde die Johann Smidt dabei von der niederländischen Brigg Astrid unterstützt. Während der Landaufenthalte der Schüler wurde das Schiff in der Karibik im regulären Vereinsbetrieb genutzt. Im Sommerhalbjahr ist der Gaffelschoner ohnehin weiterhin für Fahrten in Nord- und Ostsee im Einsatz, die allen segelinteressierten Vereinsmitgliedern offenstehen.
Ab 2016/2017 fuhr die Johann Smidt im jährlichen Wechsel mit der Brigg Roald Amundsen für die High Seas High School, bis beide Schiffe 2021/2022 von dem Topsegelschoner Gulden Leeuw in dieser Rolle abgelöst wurden.
Seit 2015 ist die Johann Smidt wieder mit Breitfock und Breitfockrah ausgerüstet.
Im Winter 2024/25 fuhr sie zusammen mit Ocean College über den Atlantik.

## Hinweis
Dieser Artikel wurde unter anderem unter Verwendung von Material der Seiten clipper-djs.org und tallship-fan.de erstellt.